# Teoria correspondentista da verdade
Na metafísica e na filosofia da linguagem, a teoria correspondentista da verdade afirma que a verdade ou falsidade de uma afirmação é determinada apenas pela forma como ela se relaciona com o mundo e se descreve com precisão (ou seja, corresponde a) esse mundo.
As teorias correspondentistas afirmam que as crenças verdadeiras e as declarações verdadeiras correspondem ao estado real das coisas. Este tipo de teoria tenta postular uma relação entre pensamentos ou afirmações, por um lado, e coisas ou fatos, por outro.

## História
A teoria correspondentista é um modelo tradicional que remonta pelo menos a alguns dos antigos filósofos gregos, como Platão e Aristóteles. Esta classe de teorias sustenta que a verdade ou a falsidade de uma representação é determinada unicamente pela forma como ela se relaciona com a realidade; isto é, se descreve com precisão essa realidade. Como afirma Aristóteles em sua Metafísica: “Dizer que aquilo que é, não é, e aquilo que não é, é, é uma falsidade; portanto, dizer aquilo que é, é, e aquilo que não é, não é, é verdadeiro".
Um exemplo clássico de teoria correspondentista é a afirmação do filósofo e teólogo medieval Tomás de Aquino : "Veritas est adaequatio rei et intellectus" ("A verdade é a adequação das coisas e do intelecto"), que Tomás de Aquino atribuiu ao neoplatonista do século IX, Isaac Israelense.
A teoria correspondentista foi adotada explícita ou implicitamente pela maioria dos primeiros pensadores modernos, incluindo René Descartes, Baruch Spinoza, John Locke, Gottfried Wilhelm Leibniz, David Hume e Immanuel Kant. (No entanto, Spinoza e Kant também foram [mal]interpretados como defensores da teoria da coerência da verdade.) A teoria da correspondência também foi atribuída a Thomas Reid.
Na filosofia moderna tardia, Friedrich Wilhelm Joseph Schelling defendeu a teoria da correspondência. De acordo com Bhikhu Parekh, Karl Marx também subscreveu uma versão da teoria da correspondência.
Na filosofia continental contemporânea, Edmund Husserl defendeu a teoria da correspondência. Na filosofia analítica contemporânea, Bertrand Russell, Ludwig Wittgenstein (pelo menos em seu período inicial ), J. L. Austin e Karl Popper defenderam a teoria da correspondência.
 